# John I. Slingerland

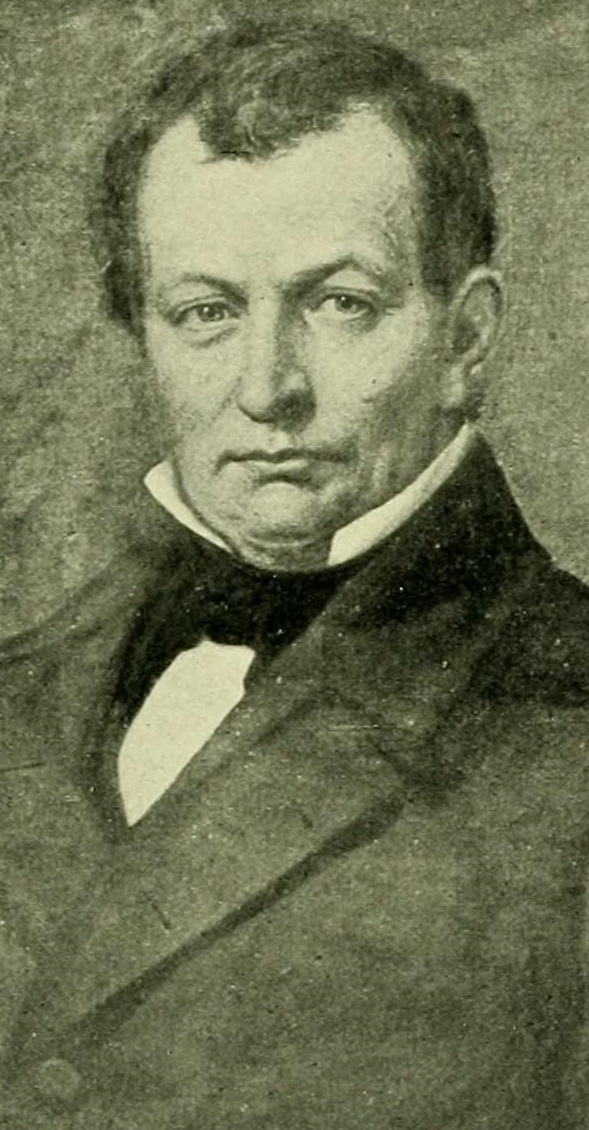
John I. Slingerland

John I. Slingerland (* 1. März 1804 in Jerusalem (heute Feura Bush), New York; † 26. Oktober 1861 in Slingerlands, New York) war ein US-amerikanischer Politiker. Zwischen 1847 und 1849 vertrat er den Bundesstaat New York im US-Repräsentantenhaus.

## Werdegang
John I. Slingerland wurde Anfang des 19. Jahrhunderts in Jerusalem im Albany County geboren und wuchs dort auf. In dieser Zeit besuchte er öffentliche Schulen. Slingerland wurde ein Großgrundbesitzer. Er verfolgte landwirtschaftliche Geschäfte, ging aber auch anderen Unternehmungen in Albany County nach – zumeist in einem Dörfchen, welches nach seiner Familie benannt wurde, Slingerlands, und Teil von Bethlehem war. In den Jahren 1843 und 1844 saß er in der New York State Assembly. Politisch gehörte er zu jener Zeit der Whig Party an.
Bei den Kongresswahlen des Jahres 1846 für den 30. Kongress wurde er im 13. Wahlbezirk von New York in das US-Repräsentantenhaus in Washington, D.C. gewählt, wo er am 4. März 1847 die Nachfolge von Bradford R. Wood antrat. Da er auf eine erneute Kandidatur im Jahr 1848 verzichtete, schied er nach dem 3. März 1849 aus dem Kongress aus. Während dieser Zeit machte er 1848 landesweit Schlagzeilen, als er Anti-Sklaverei-Aktivisten auf die Notlage von 76 Sklaven aufmerksam machte, welche aus Washington mit einem Schiff, The Pearl, zu fliehen versuchten. Die Sklavenhalter eroberten das Schiff zurück und verkauften viele von ihnen an Leute aus dem tiefsten Süden. Der Bekanntheitsgrad von Slingerland half die angestoßenen Bestrebungen von den Abolitionisten zu vergrößern, um den Sklavenhandel zu beenden.
Nach seiner Kongresszeit verfolgte er Aktivitäten im Eisenbahngeschäft. Er arbeitete daran die Albany & Susquehanna Line nach Bethlehem zu bringen. Daneben war er wieder in der Landwirtschaft tätig. Slingerland blieb ein Anti-Sklaverei-Aktivist. In diesem Zusammenhang schloss er sich der Republikanischen Partei an, nach deren Gründung im Jahr 1856, und warb im selben Jahr für John C. Frémont bei der Präsidentschaftswahl. Er saß in den Jahren 1860 und 1861 wieder in der New York State Assembly. Am 26. Oktober 1861 verstarb er in Slingerlands und wurde dann dort im Familienmausoleum beigesetzt.